# Санніслоуп (Вашингтон)
Санніслоуп (англ. Sunnyslope) — переписна місцевість (CDP) в США, в окрузі Шелан штату Вашингтон. Населення — 4041 особа (2020).

## Географія
Санніслоуп розташований за координатами 47°29′10″ пн. ш. 120°20′35″ зх. д. / 47.48611° пн. ш. 120.34306° зх. д. (47.486137, -120.343069).  За даними Бюро перепису населення США в 2010 році переписна місцевість мала площу 26,03 км², з яких 24,76 км² — суходіл та 1,26 км² — водойми. В 2017 році площа становила 20,86 км², з яких 20,74 км² — суходіл та 0,12 км² — водойми.

## Демографія
Згідно з переписом 2010 року, у переписній місцевості мешкали 3252 особи в 1175 домогосподарствах у складі 968 родин. Густота населення становила 125 осіб/км².  Було 1228 помешкань (47/км²).
Расовий склад населення:
| - 90,8 % — білих - 1,4 % — азіатів - 0,6 % — корінних американців - 0,3 % — вихідців з тихоокеанських островів - 0,2 % — чорних або афроамериканців - 4,2 % — осіб інших рас |

До двох чи більше рас належало 2,5 %. Частка іспаномовних становила 8,6 % від усіх жителів.
За віковим діапазоном населення розподілялося таким чином: 24,9 % — особи молодші 18 років, 60,1 % — особи у віці 18—64 років, 15,0 % — особи у віці 65 років та старші. Медіана віку мешканця становила 45,4 року. На 100 осіб жіночої статі у переписній місцевості припадало 100,2 чоловіків;  на 100 жінок у віці від 18 років та старших — 97,6 чоловіків також старших 18 років.
Середній дохід на одне домашнє господарство  становив 108 058 доларів США (медіана — 80 565), а середній дохід на одну сім'ю — 119 938 доларів (медіана — 93 292). Медіана доходів становила 65 392 долари для чоловіків та 47 963 долари для жінок. За межею бідності перебувало 5,8 % осіб, у тому числі 12,6 % дітей у віці до 18 років та 0,0 % осіб у віці 65 років та старших.
Цивільне працевлаштоване населення становило 1559 осіб. Основні галузі зайнятості: освіта, охорона здоров'я та соціальна допомога — 30,5 %, публічна адміністрація — 10,7 %, роздрібна торгівля — 9,0 %, будівництво — 7,6 %.